# Alice Rosenstein
Alice Ellen Rosenstein (ur. 9 czerwca 1898 r. we Wrocławiu, zm. 4 maja 1991 r. w Albany) – amerykańska lekarka niemieckiego pochodzenia, psychiatrka, neuroradiolożka i neurochirurżka.

## Życiorys
Urodziła się 9 czerwca 1898 r. we Wrocławiu w rodzinie żydowskiej. Jej ojciec Moritz (1856-1935) był szanowanym ginekologiem, a żona Ellen z domu Ebstein (1865-1924) pochodziła z Poughkeepsie w Stanach Zjednoczonych. Miała siostrę Toni (1893-1913) i brata Waltera (1899-1955), a także dwoje rodzeństwa zmarłych w niemowlęctwie.
Już dzieciństwie wykazywała zainteresowanie medycyną, a także talent do rysunku. Studiowała medycynę we Wrocławiu i Berlinie. W 1923 r. ukończyła studia i uzyskała prawo wykonywania zawodu. Początkowo była wolontariuszką w klinice okulistycznej Rudolf-Virchow-Krankenhaus w Berlinie. Następnie przeniosła się do neurochirurga Otfrida Foerstera, u którego odbywała staż we Wrocławiu. Tam też obroniła w 1923 r. doktorat na podstawie pracy Akromegalia i kiła mózgowa.
Swoją karierę naukową rozpoczęła w 1924 r., kiedy zaczęła pod kierunkiem Foerstera szkolenie w zakresie neurologii, psychiatrii i neurochirurgii, pracując kolejno jako stażystka i asystentka. Chociaż Foerster był formalnie neurologiem, był uważany za jednego z pionierów niemieckiej neurochirurgii. W tym okresie wykonywała swoje pierwsze zabiegi neurochirurgiczne, które spotkały się z pochwałami Foerstera. Ze względu na talent do rysunku wykonywała także dla Foerstera szkice chirurgiczne i obrazy biopsyjne. 
Była tym samym jedną z pionierek żeńskiej medycyny niemieckiej, gdyż dopiero w 1909 r. niemieckie kobiety zyskały możliwość studiowania medycyny, a dopiero w latach 1920. kariera naukowa w tej dziedzinie stała się dla nich dostępna. W Niemczech neurochirurgia nie była jeszcze wówczas osobną dyscypliną, zaś neurologia i psychiatria były wciąż traktowane łącznie. Podczas szkolenia u Foerstera zajmowała się również pneumoencefalografią, a jej wkładem w rozwój neuroradiologii był opisanie techniki, która umożliwiała zobrazowanie otworu Monro w pneumoencefalografii.
W 1929 r. przeniosła się do Frankfurtu, gdzie kierowała oddziałem neuroradiologii w nowo utworzonej klinice zdrowia psychicznego tamtejszego uniwersytetu (Miejska i Uniwersytecka Klinika dla Psychicznie i Nerwowo Chorych), która była jednym z najnowocześniejszych szpitali psychiatrycznych w ówczesnej Europie. Tam przeprowadziła ponad 70 zabiegów neurochirurgicznych, m.in. zabiegi wentrykulografii, zabiegi na guzach mózgu i kordektomie. Po uzyskaniu licencji na wykonywanie zdjęć radiologicznych czaszki i rdzenia kręgowego u pacjentów kierowała również działem rentgenowskim kliniki, stając się jedną z pierwszych lekarek w Niemczech, które zajmowały się neuroradiologią. Była członkinią Stowarzyszenia Psychiatrów i Neurologów Południowo-Wschodnich Niemiec, Towarzystwa Niemieckich Neurologów i Towarzystwa Rentgenowskiego. Do 1934 r. była stałą współpracowniczką kwartalnika Zentralblatt für die gesamte Neurologie und Psychiatrie, w którym wielokrotnie recenzowała artykuły i książki ze świata anglo-amerykańskiego.
Ze względu na zatrudnianie licznych żydowskich lekarzy dyrektor kliniki Karl Kleist był nazywany wówczas królem Żydów. Po dojściu nazistów do władzy Rosenstein otrzymała zakaz wykonywania zawodu i straciła pracę z dniem 15 kwietnia 1933 r. Napisała wówczas szczegółowe instrukcje dotyczące metod badania, które przeprowadzała, oraz dokładne sprawozdanie z przeprowadzonych zabiegów neurochirurgicznych, by umożliwić kolejnym lekarzom skorzystanie z jej doświadczenia. Następnie przeniosła się do Wrocławia, gdzie zajęła się pisaniem recenzji i napisała artykuł o anatomii nerwów obwodowych, który później ukazał się w podręczniku neurologii Oswalda Bumke i Otfrida Foerstera. 
W listopadzie 1933 r. wyemigrowała do Stanów Zjednoczonych. Początkowo osiadła w Nowym Jorku, gdzie zamieszkała u wuja Fritza (1853-1936), który pomógł jej w uregulowaniu kwestii imigracyjnych. Po zdaniu egzaminu z języka angielskiego otrzymała amerykańskie prawo wykonywania zawodu lekarza i pozwolenie na pracę w stanie Nowy Jork. Początkowo podjęła pracę jako wolontariuszka w laboratorium neuropatologicznym szpitala Mount Sinai i zajmowała się pacjentami ambulatoryjnymi Kliniki Neurologicznej (pracowała tam do 1936 r.). W 1934 r. podjęła pracę w Montefiore Hospital w Nowym Jorku jako wizytująca asystentka w dziedzinie neurologii, neurochirurgii i psychiatrii, a od lutego 1935 r. jako stała asystentka na oddziale neurochirurgii. Była tam pierwszą kobietą chirurżką.
Jesienią 1934 r. otworzyła też własną praktykę w zakresie neurologii, neurochirurgii i psychiatrii w Nowym Jorku. W 1936 r. objęła stanowisko neurochirurżki konsultantki w Beth Israel Hospital w New Jersey, a stanowisko w Montefiore Hospital zachowała do 1939 r. Regularnie uczestniczyła również w konferencjach, na których wygłaszała odczyty na tematy neurologiczne i neuroradiologiczne. Od 1938 r. pracowała jako główna psychiatrka w Sanatorium Sahler w Kingston, a w 1939 r. uzyskała uprawnienia specjalisty w dziedzinie psychiatrii i neurologii w stanie Nowy Jork. Od 1941 r. mieszkała w Albany, gdzie pracowała jako wykładowczyni psychiatrii w Albany Medical College i jako asystentka w miejscowym szpitalu. 
W III Rzeszy była jeszcze dwukrotnie: odwiedziła ojca i brata we Wrocławiu na przełomie lat 1934/1935, a potem sześć miesięcy później, po nagłej śmierci ojca. Jej brat przeniósł się na początku 1936 r. do Nowego Jorku, po czym sprowadził swoją żonę i dwóch synów. Ponieważ zetknęła się z antysemityzmem również w USA, w 1938 r. zmieniła wraz z bratem nazwisko na Rost, a w 1939 r. uzyskała obywatelstwo amerykańskie.
W 1943 r. wstąpiła do armii amerykańskiej jako specjalistka psychiatrii i neurologii; zajmowała się trenowaniem żeńskiego personelu w Fort Oglethorpe, gdzie utworzono ośrodek szkoleniowy Women's Army Corps. W tym okresie jej najważniejszym osiągnięciem była obrona żołnierek-lesbijek, w ramach której podkreślała, że homoseksualność nie jest chorobą, a cechą charakteru, i nie powinna być obiektem zainteresowania armii, o ile nie narusza się dóbr osobistych osób trzecich. Jej postawa przyczyniła się do dalszych badań nad homoseksualizmem, co czyni ją jedną z pionierek kampanii na rzecz praw homoseksualistów.
W 1946 r. ostała zwolniona z wojska w stopniu majora i objęła stanowisko głównej psychiatrki i kierownika oddziału neuropsychiatrycznego w wojskowej klinice dla weteranów w Albany. Do późnego wieku praktykowała jako neurolożka i psychiatrka w Kingston. 
Nigdy nie wyszła za mąż i przez ponad 40 lat mieszkała ze swoją gosposią, według części rodziny obie kobiety były parą, aczkolwiek brak innych dowodów, by była lesbijką. 
Zmarła 4 maja 1991 r. w Albany.